# Технологія шестиступеневого очищення промивальних рідин

Схема шестиступеневої системи очищення необважченої промивальної рідини (у схемі не показаний дегазатор)
1 — свердловина; 2 — шламовловлювач; 3 — вібросито; 4; 6 — шламовий насос; 5 — пісковідділювач; 7 — муловідділювач; 8 — погружний насос з гвинтоподібним шнеком; 9 — центрифуга; 10; 11; 12; 13 — ємність; 14 — буровий насос

Технологія шестиступеневого очищення промивальних рідин — застосовується для досягнення ефективного очищення необважнених промивальних рідин. Включає (див. рис.) шламовловлювач, дегазатор бурового розчину, вібраційне сито, пісковідділювач, муловідділювач, глиновідділювач. Технологія очищення за шестиступеневою системою містить у собі ряд послідовних операцій: грубе очищення на шламовловлювачі і віброситі; середнє очищення — на піско- та муловідділювачі і тонке очищення — на глиновідділювачі (центрифузі), а також дегазація розчину на другому ступені, в разі необхідності. Така технологія очищення практично забезпечує повне виділення із промивальної рідини вибуреної породи, навіть при розбурюванні глинистих відкладів.
Суть технологічного процесу полягає у наступному (рис.).
Зашламлена вибуреною породою промивальна рідина, яка виходить із свердловини 1, самоплинно поступає у шламовідділювач 2. Швидкість течії рідини різко падає, і вибурена порода великих розмірів під дією власної ваги випадає на дно шламовловлювача. Очищений розчин самоплином подається на вібросито 3, де очищається від вибуреної породи і поступає в ємність 10, а грубодисперсний шлам з вібросита скидається у відвал. Ступінь очищення розчину на віброситі залежить від розмірів комірок сітки, які вибирають залежно від механічної швидкості буріння, способу буріння та реологічних параметрів промивальної рідини.
Потім промивальна рідина відцентровим шламовим насосом подається у блок гідроциклонів пісковідділювача 5, де під дією відцентрових сил з розчину виділяється пісок. Очищена рідина через зливний колектор надходить в ємність 11 циркуляційної системи. При необхідності частину очищеної рідини (~25 %), з метою зменшення її в'язкості, повертають у ємність 10, що поліпшує очищення рідини на пісковідділювачі. Шлам з пісковідділювача у вигляді пульпи подається у шламозбірник, а потім у відвал. Із ємності 11 промивальна рідина подається шламовим насосом 6 у блок гідроциклонів муловідділювача 7, де з нього видаляються тонкодисперсні частинки шламу (- 0,05 мм).
При необхідності в'язкість рідини перед муловідділювачем доводять до технологічно необхідної додаванням води. Очищена рідина з муловідділювача надходить в ємність 11, а пульпа — у відвал. Надлишок глини із промивальної рідини видаляють з допомогою глиновідділювача, змонтованого на базі горизонтальної центрифуги типу ОГШ. Занурювальний насос 8 з гвинтоподібним шнеком подає промивальну рідину в трубу живлення центрифуги 9. Під дією перепаду тиску рідина через отвори шнека подається в ротор, де під дією відцентрових сил суспензія розділяється на освітлену (очищену) рідину, яка надходить у ємність 13 та глинисту пульпу, яка шнеком вивантажується у відвал.
Очищена промивальна рідина нагнітається у свердловину буровими насосами. При розбурюванні глинистих відкладів відбувається інтенсивне загущення промивальної рідини, а тому ефективність очищення, порівняно з розбурюванням інших інтервалів, погіршується. Для отримання необхідних результатів, у цьому випадку, необхідно більше часу на очищення рідини.
При бурінні свердловини глиновідділювач вмикають у роботу періодично після суттєвого зростання вмісту тонкодисперсної фази. Всі інші ступені повинні працювати постійно. Якщо не працює піско-відділювач, то муловідділювач працює в режимі пісковідділювача, що не забезпечує якісного очищення промивальної рідини і є основною причиною зашламування піскових насадок. Якщо муловідділювач не працює одночасно з пісковідділювачем, навіть короткочасно, розчин збагачується тонкодисперсними частинками вибуреної породи, збільшується його в'язкість. При цьому вмикання муловідділювача може певний час не давати позитивних результатів, тому що він вимушений працювати у режимі пісковідділювача.